# Gianni Caldana
Gianni Caldana, född 19 november 1913 i Vicenza, död 6 september 1995 i Sirmione, var en italiensk friidrottare.
Caldana blev olympisk silvermedaljör på 4 x 100 meter vid sommarspelen 1936 i Berlin.